# Карабаново (Московская область)
Караба́ново — деревня в Богородском городском округе Московской области России, входит в состав сельского поселения Мамонтовское.

## Население
| 1852 | 1859 | 1890 | 1926 | 2002 | 2006 | 2010 |
| ---- | ---- | ---- | ---- | ---- | ---- | ---- |
| 243  | ↗286 | ↘111 | ↗460 | ↘54  | ↘40  | ↘36  |

## География
Деревня Карабаново расположена на северо-востоке Московской области, в северо-восточной части Богородского городского округа, примерно в 47 км к востоку от Московской кольцевой автодороги и 9 км к северо-востоку от центра города Ногинска, по левому берегу реки Шерны бассейна Клязьмы.
В 6 км к югу от деревни проходит Горьковское шоссе М7, в 9 км к западу — Московское малое кольцо А107, в 14 км к востоку — Московское большое кольцо А108. Ближайшие населённые пункты — деревни Горки, Калитино и Тимково.
В деревне одна улица — Луговая, зарегистрировано три садоводческих товарищества (СНТ).
Связана автобусным сообщением со станцией Ногинск Горьковского направления Московской железной дороги.

## История
В середине XIX века деревня относилась ко 2-му стану Богородского уезда Московской губернии и принадлежала действительному статскому советнику Николаю Гавриловичу Рюмину, в деревне было 34 двора, крестьян 101 душа мужского пола и 142 души женского.
В «Списке населённых мест» 1862 года — владельческая деревня 2-го стана Богородского уезда Московской губернии по левую сторону Владимирского шоссе (от Богородска), в 17 верстах от уездного города и 38 верстах от становой квартиры, при реке Шарне, с 41 двором и 286 жителями (119 мужчин, 167 женщин).

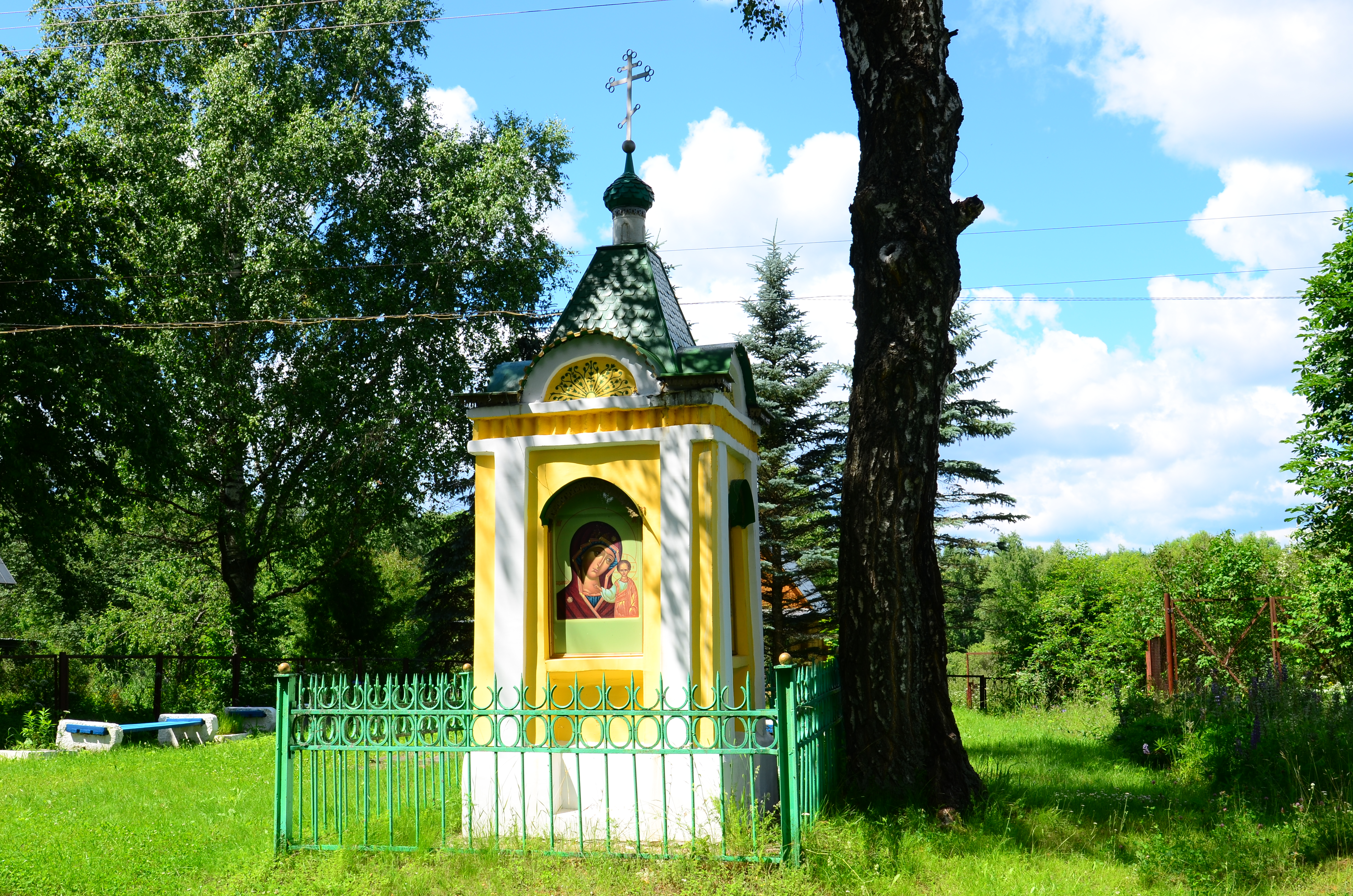
Часовенный столб

По данным на 1890 год — деревня Буньковской волости 2-го стана Богородского уезда с 111 жителями, при деревне были три полушёлковые фабрики.
В 1913 году — 86 дворов, земское училище, добровольная пожарная дружина.
По материалам Всесоюзной переписи населения 1926 года — центр Карабановского сельсовета Пригородной волости Богородского уезда в 7,5 км от Владимирского шоссе и 10,7 км от станции Богородск Нижегородской железной дороги, проживало 460 жителей (215 мужчин, 245 женщин), насчитывалось 93 хозяйства, из которых 89 крестьянских, имелась школа 1-й ступени.
С 1929 года — населённый пункт Московской области.
Административно-территориальная принадлежность
1929—1930 гг. — центр Карабановского сельсовета Павлово-Посадского района (до 09.10.1929) и Богородского района.
1930—1939 гг. — центр Карабановского сельсовета Ногинского района.
1939—1959 гг. — деревня Тимковского сельсовета Ногинского района.
1959—1963, 1965—1994 гг. — деревня Мамонтовского сельсовета Ногинского района.
1963—1965 гг. — деревня Мамонтовского сельсовета Орехово-Зуевского укрупнённого сельского района.
1994—2006 гг. — деревня Мамонтовского сельского округа Ногинского района.
2006—2018 гг. — деревня сельского поселения Мамонтовское Ногинского муниципального района.
С 2018 года — деревня сельского поселения Мамонтовское Богородского городского округа.

## Достопримечательности
- Каменный часовенный столб постройки конца XIX — начала XX веков[26]. Памятник архитектуры регионального значения[27].